# سانجی گوپتا
سانجی گوپتا (انگلیسی: Sanjay Gupta؛ زادهٔ ۲۳ اکتبر ۱۹۶۹) پزشک و جراح مغز و اعصاب، استاد دانشگاه میشیگان، روزنامه‌نگار، نویسنده، بازیگز و مجری تلویزیونی آمریکایی هندی‌تبار است. وی هم‌اکنون به‌عنوان مجری و خبرنگار ارشد حوزه پزشکی در شبکه خبری سی‌ان‌ان فعالیت می‌کند. همچنین او خبرنگار ویژه سی‌بی‌اس نیوز می‌باشد. وی تاکنون چند بار به خاطر اجرای برنامه سانجی گوپتا برنده جایزه امی شده‌است.
گوپتا به خاطر ارائه برنامه‌های متعدد در خصوص سلامتی مشهور است. وی در ۲۰۲۰ طی دوران همه‌گیری ویروس کرونا، با ارائه برنامه‌های متعددی به این بحران پوشش گسترده داد و به‌طور هفتگی میزبانی برنامه تالار شهر را با اندرسون کوپر اجرا می‌کردند. گوپتا در سایر برنامه‌های شبکه سی‌ان‌ان از جمله لاری‌کینگ، صبح به خیر آمریکا، سی‌ان‌ان امشب، لاری کینگ لایو و اندرسون کوپر ۳۶۰ درجه مشارکت دارد. گزارش‌های برجسته او پس از طوفان کاترینا از بیمارستان‌های خیریه نیواورلئان، لوئیزیانا که در یک پخش خبری منظم ارائه می‌شد منجر به برنده شدن گوپتا در کسب جایزه امی شد.
سانجی گوپتا به همراه مارک هودش میزبان یک برنامه کنفرانس بهداشتی هستند. وی همچنین ستون نویس مجله تایم است و تاکنون چهار کتاب نوشته‌است که شامل تعقیب زندگی، تقلب مرگ، رمان صبح‌های دوشنبه و تیز نگه‌دار که در ژانویه ۲۰۲۱ منتشر کرد می‌باشند.

## سنین جوانی و تحصیل
گوپتا در نووی، میشیگان، حومه دیترویت به دنیا آمد. در دهه ۱۹۶۰، والدین گوپتا، سوبهاش و دامیانتی گوپتا، قبل از اینکه ازدواج کنند از هند به آمریکا مهاجرت کرده و در لیوونیا، میشیگان، جایی که به عنوان مهندس در شرکت خودروسازی فورد استخدام شدند با یکدیگر آشنا شدند. مادر گوپتا در روستای تاروشا در سند (پاکستان کنونی) به دنیا آمد، اما در سن ۵ سالگی به عنوان پناهنده هندو در جریان تجزیه هند به هند گریخت. گوپتا و برادر کوچکترش سونیل از دبیرستان نووی فارغ‌التحصیل شدند و گوپتا مدرک لیسانس خود را در علوم زیست پزشکی در دانشگاه در ان آربر، میشیگان کسب نمود و مدرک دکترای خود را از دانشکده پزشکی دانشگاه میشیگان در سال ۱۹۹۳ دریافت کرد. وی جزء بخشی از برنامه آلیجن بود، آلیجن یک بورسیه آموزش پزشکی بود که هنرجویان را مستقیماً از دبیرستان می‌پذیرفت.
گوپتا در مقطع لیسانس در سمت رهبر گرایش‌ها برای توجیه دانشجویان سال اول بود. او همچنین رئیس انجمن دانشجویان آمریکایی هندی (IASA) دانشگاه میشیگان بود که در حال حاضر دومین سازمان بزرگ دانشجویی در دانشگاه به‌شمار می‌رود.
گوپتا در سال ۲۰۰۰ دوره (آموزش پزشکی) دوران پزشکی مقیم خود را در رشته جراحی مغز و اعصاب در سیستم بهداشتی دانشگاه میشیگان به پایان رساند و به دنبال آن یک بورسیه تحصیلی در کلینیک سمز مورفی در ممفیس، تنسی دریافت کرد. گوپتا آکاردئون می‌نوازد و ده سال درس خوانده‌است.